# Herren hörde bön i det öde landet
Herren hörde bön i det öde landet är en psalm med text skriven 1981 av Olov Hartman. Musiken är skriven 1970 av Sven-Erik Bäck.

## Publicerad som
- Nr 812 i Psalmer i 90-talet under rubriken "Fader, Son och Ande".